# 카운터-스트라이크 네오
《카운터-스트라이크 네오》(영어: Counter-Strike Neo)는 카운터-스트라이크의 일본 오락실로 이식된 게임이다. 남코에서 유통되었으며 리눅스를 기반으로 제작되었다.